# Vertigo Records
Vertigo Records er en britisk-baseret pladeselskab, der drives af Mercury Music Group.

## Historie
Vertigo Records var navnet Philips Records valgte i tresserne til sit sub-pladeselskab, selskab blev oprettet som en direkte konkurrent til konkurrenter EMIs Harvest Records og Decca Records' Deram Records.